# Pro Hart

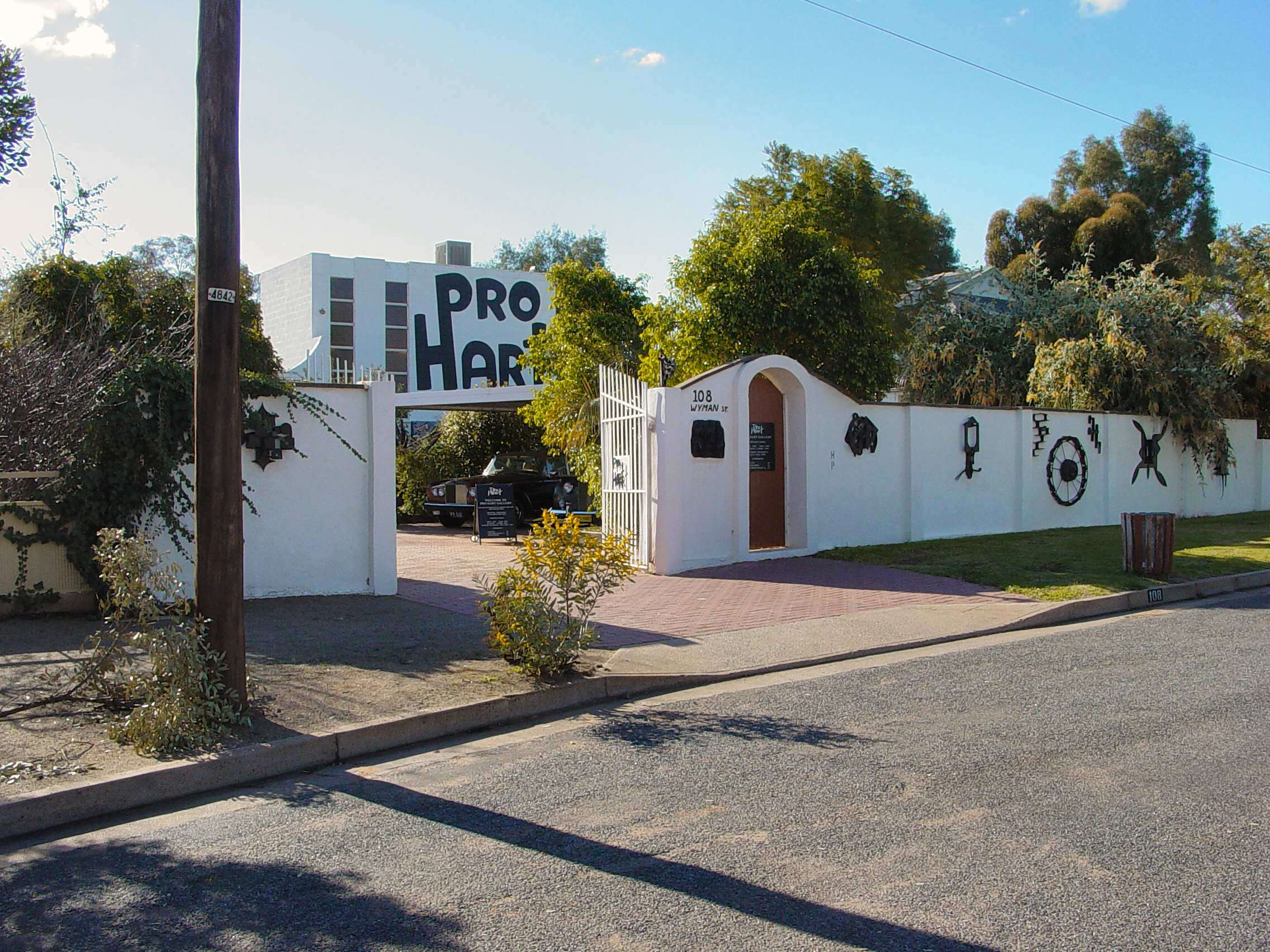
Die Pro Hart Gallery in Broken Hill

Kevin Charles „Pro“ Hart (* 30. Mai 1928 in Broken Hill, New South Wales; † 28. März 2006 ebenda) war ein australischer Maler.

## Leben
Hart war der Vater der australischen Outback-Malerei. Seine Werke versuchten den Geist des Outback einzufangen. Sein Spitzname Professor, der später zu Pro verkürzt wurde, stammte aus seiner Jugendzeit, als er als Erfinder bekannt war.
Hart, der mit sieben Jahren zu malen begann, arbeitete als junger Mann in der Mine von Broken Hill. Mit der professionellen Malerei begann er 1958. Seine erste Ausstellung fand 1962 in der Bonython Gallery in Adelaide statt. 
Obwohl seine Kunstwerke weltweit ausgestellt und von Sammlern gekauft wurden, blieb Hart stets seiner Heimat verbunden und lebte weiterhin in Broken Hill, wo er in seiner eigenen Galerie neben eigenen Werken auch die anderer namhafter australischer Künstler ausstellte. Fünfmal erhielt er den Broken Hill Art Prize. In den 1970er und 1980er Jahren stellte er erstmals Werke in England aus, wo Prinz Philip drei Bilder erwarb, außerdem in den USA, wo eines den Weg ins Weiße Haus fand, sowie Israel und Ägypten.
Seine Bilder zeigen australische Landschaften, außerdem bäuerliche Szenen und religiöse Motive. Seine Illustrationen für eine Sammlung von Henry Lawsons Gedichten zeigen diese Motive mit humoristischem Unterton.
Viele seiner Werke haben einen politischen Hintergrund und zeigen seine Verbundenheit mit rechten konspirativen Kreisen und kontroversen Organisationen wie Pauline Hansons One Nation Party. Hart war andererseits aber auch für seine caritativen Tätigkeiten und seine Großzügigkeit bekannt.
Erholung fand Hart mit der Bibel und Orgelmusik, er war gläubiger Christ. In den späteren Jahren installierte er Orgelpfeifen in seiner Pro Hart Gallery, wodurch Broken Hill als Touristen-Attraktion bekannt wurde.
1976 erhielt er den Order of the British Empire, 1983 den Australian Citizen of the Year award.
Hart erkrankte in seinen späten Jahren an ALS. Er konnte, geschwächt durch seine Krankheit, in den letzten sechs Monate vor seinem Tod nicht mehr der Malerei nachgehen. Er starb am 28. März 2006 im Alter von 77 Jahren.